# Toshiyuki Kuroiwa
Toshiyuki Kuroiwa –en japonés, 黒岩敏幸, Kuroiwa Toshiyuki– (Tsumagoi, 27 de febrero de 1969) es un deportista japonés que compitió en patinaje de velocidad sobre hielo. 
Participó en tres Juegos Olímpicos de Invierno, entre los años 1992 y 1998, obteniendo una medalla de plata en Albertville 1992, en la prueba de 500 m.
Ganó dos medallas de bronce en el Campeonato Mundial de Patinaje de Velocidad sobre Hielo en Distancia Corta, en los años 1991 y 1992.

## Palmarés internacional
| Juegos Olímpicos                      | Juegos Olímpicos      | Juegos Olímpicos  | Juegos Olímpicos      |
| Año                                   | Lugar                 | Medalla           | Prueba                |
| ------------------------------------- | --------------------- | ----------------- | --------------------- |
| 1992                                  | Albertville (Francia) | Medalla de plata  | 500 m                 |
| Campeonato Mundial en Distancia Corta |                       |                   |                       |
| Año                                   | Lugar                 | Medalla           | Prueba                |
| 1991                                  | Inzell (Alemania)     | Medalla de bronce | Clasificación general |
| 1992                                  | Oslo (Noruega)        | Medalla de bronce | Clasificación general |